# Ру, Альбер
Альбер Ру (фр. Albert Roux, 8 октября 1935, Семюр-ан-Брионне — 4 января 2021) — английский шеф-повар и ресторатор французского происхождения. Основатель ресторанного дела династии Ру.

## Биография
Альбер родился в городке Семюр-ан-Брионне, департамент Сона и Луара, в семье мясника. С детства он приобщился к семейному делу, а в 1949 году родители его направили на обучение к кондитеру. Альбер Ру учился кондитерству до 1954 года. Изначально он работал кондитером, а затем в 18 лет стал поваром английского парламентария Нэнси Астор. После этого он был поваром во французском посольстве в Лондоне. Работал успешно, получив необходимый опыт и уважение.
После службы в армии в Алжире Альбер работал в британском посольстве в Париже, готовил соусы. Затем вернулся в Великобританию и получил приглашение от майора Питера Казале, на которого проработал восемь лет. В 1967 году он пригласил к себе брата Мишеля, вместе с которым они открыли свой ресторан Le Gavroche на Лоуэр-Слоун-стрит в Челси (Лондон). В 1981 году Le Gavroche переехал в Мейфэр, где занял первый этаж дома на углу Парк-стрит и Аппер-Брук-стрит.
Ресторан Le Gavroche, который принадлежит Алберу Ру, получил три звезды от Красного гида Мишлен. Таких ресторанов по всему миру было открыто 25. В 1972 году Альбер вместе с братом открыл новый ресторан — The Waterside Inn. Через год в Уэнтуорте они открыли кондитерский цех, который должен был снабжать предприятия семьи Ру необходимой выпечкой — хлебом, шуликами и др. Со временем он стал поставлять свою продукцию в открытую продажу. Одновременно был открыт мясной магазин «Ла бушере Ламартин»
К тому же с целью расширения собственного дела Альбер Ру вместе с братом начал заниматься выездным обслуживанием клиентов, среди которых были «Клейнворт Бенсон», «Кредит Лайоне», клуб БАФТО.
Альбер Ру занимался не только развитием ресторанного дела, а также совершенствовал поварское мастерство. В частности, изобрёл новую технологию приготовления пищи: блюдо готовят под большим давлением и мгновенно перемещают в вакуумную упаковку, такой метод сохраняет вкус продукта, а секрет содержится в устройстве упаковки. За этот секрет братьям Ру предлагали 250 тысяч фунтов стерлингов, но Альбер с Мишелем отказались.
Кроме того, Альбер Ру помогал своим подчинённым открывать собственные дела. Сначала они должны были поработать на Ру в течение пяти лет, проявить себя с лучшей стороны, после этого Альбер обращался к банкам, юристам, находил хорошее место. Так были открыты заведения высшего класса: «Тант Клэр», «Энтерлюд де Табайо», «Ле Мазарен» и др.
В начале 90-х годов Альбер Ру отошёл от ресторанного дела, передав его сыну Мишелю. Сам Альбер вместе со второй супругой Шерил Смит (в браке с 2006 года) жил в Лондоне и Суррее. В апреле 2014 года пара развелась. В январе 2018 года он женился повторно на Марии Родригес, с которой познакомился тремя годами ранее. Мария — директор фирмы, оказывающей профессиональные услуги.
Альбер Ру скончался в Лондоне 4 января 2021 года в результате продолжительной болезни.